# Boogie Dreams
Boogie Dreams és un grup de música manresà. Creat l'any 1997, influenciats per la música electrònica i el techno, el grup intenta emular amb els seus instruments les mateixes sonoritats i amalgames, experimentant i portant les idees al màxim. L'any 2000 s'enregistra als estudis KAY de Manresa el que serà el primer cd del grup: Puzzle. En aquest cd, es canta també per primer cop.
El segon disc, Lost Beat, s'enregistra també als estudis KAY de Manresa, i cantat en anglès. i més tard a l'i-pop., on es barregen el pop i el rock amb les sonoritats més electròniques i ballables sense perdre l'actitud directa i visceral. També s'aposta per cantar en català, ja que la veu guanya importància i es té la necessitat d'explicar coses. Amb tot això, s'enregistra el tercer cd de la banda: Teledirigits, als estudis la B-doble de Terrassa i a Transtudio de Manresa, mesclat als estudis Q de Madrid. Amb aquest cd, es participa en el concurs Sona9 i s'arriba a les semifinals.
Boogie Dreams ha participat a tres pel·lícules mudes (El gabinete del Dr. Calighari, Nosferatu, o un recull de curts de Segundo de Chomón, durant la celebració dels 50 anys de la creació de Cine Club a Manresa). Durant aquests anys, Boogie Dreams ha actuat a moltes sales i festivals de tot Catalunya com al Magic Festival de Torredembarra. Fusiònica, La Cova del Drac, el Sielu de Manresa o Baton Rouge de Terrassa.

## Membres[12]
- Ignasi Casanovas: Guitarra i veu
- Ignasi Llovet: bateries
- Marc Torregrosa: baix
- Oriol "Txic" Travé: percussions electròniques, samplers i sorollismes
- Marc Gangonells: Teclats i sintetitzadors

## Discografia
- Puzzle (2000)
- Lost Beat (2005)
- Teledirigits (2011)